# لورن کوهن
لورن کوهن (به انگلیسی: Lauren Cohan) (زاده ۷ ژانویه ۱۹۸۲) هنرپیشه و مدل بریتانیایی متولد ایالت نیوجرسی ایالات متحده آمریکا است همچنین وی اصالتی اسکاتلندی از سوی مادر خود دارد .
عمده شهرتش بخاطر بازی در نقش مگی گرین در مجموعه تلویزیونی مردگان متحرک و نقش‌های کوتاه در سریال‌های خاطرات خون‌آشام، سوپرنچرال و چاک و پسر (فیلم ۲۰۱۶) است.
همسر: Mahyar 

## کودکی
کوهن در چری هیل، نیوجرسی متولد شد. در کودکی و قبل از نقل مکان به سرزمین مادرش انگلستان، در نیوجرسی زندگی می‌کرد. مادر اسکاتلندیش وقتی با ناپدریش ازدواج کرد یهودی شد پس کوهن از ۵ سالگی در محیطی یهودی رشد کرد. او یک خواهر ناتنی کوچکتر هم دارد. کوهن در رشته ادبیات انگلیسی و تئاتر دانشگاه وینچستر فارغ‌التحصیل شده. بعدها او نیمی از اوقاتش را در لندن و نیمی دیگر را در لس آنجلس در فیلم‌های مختلف کار کرد.

## فیلم‌شناسی

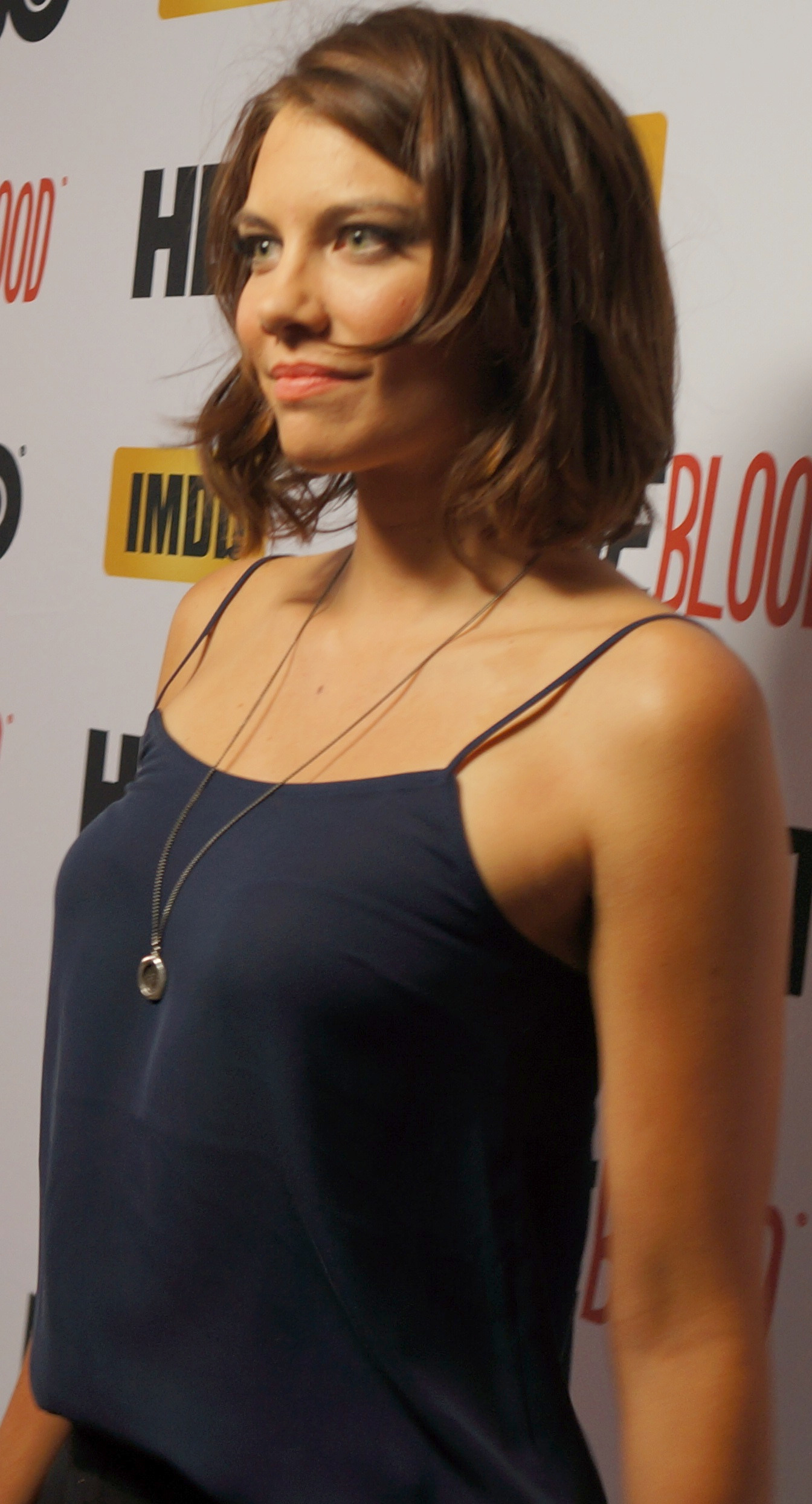
کوهن در سال ۲۰۱۳

### سینمایی
| سال  | عنوان                            | نقش                  | توضیحات      |
| ---- | -------------------------------- | -------------------- | ------------ |
| ۲۰۰۵ | قاتل ساکت                        | آلیسیا               | فیلم کوتاه   |
| ۲۰۰۵ | کازانووا                         | خواهر روحانی بئاتریس |              |
| ۲۰۰۶ | ون وایلدر: ظهور تاج              | شارلوت هیگنسون       |              |
| ۲۰۰۸ | غوطه‌ور                           | امیلی فولتن          |              |
| ۲۰۱۰ | اسکندر کبیر جوان                 | لتو                  |              |
| ۲۰۱۰ | کاربردی                          | لورن                 | فیلم کوتاه   |
| ۲۰۱۱ | مسابقه مرگ ۲                     | سپتامبر جونز         | فیلم ویدئویی |
| ۲۰۱۴ | به من برس                        | کیت                  |              |
| ۲۰۱۶ | پسر                              | گرتا                 |              |
| ۲۰۱۶ | بتمن در برابر سوپرمن: طلوع عدالت | مارتا وین            | تک‌جلوه       |
| ۲۰۱۷ | همه نگاه‌ها به من                 | لیلا استاینبرگ       |              |
| ۲۰۱۸ | ۲۲ مایل                          | آلیس کر              |              |

### سریال‌ها
| سال          | عنوان                           | نقش                        | توضیحات                                       |
| ------------ | ------------------------------- | -------------------------- | --------------------------------------------- |
| ۲۰۰۷         | جسور و زیبا                     | فورستر کارمند بخش خلاقیت   | ۱ اپیزود                                      |
| ۲۰۰۷ تا ۲۰۰۸ | سوپرنچرال                       | بلا تالبوت                 | ۶ اپیزود                                      |
| ۲۰۰۸         | ولنتاین                         | جوانا کِلِی                  | اپیزود "Pilot"                                |
| ۲۰۰۹         | زندگی                           | جکی رودلر                  | اپیزود "Initiative 38"                        |
| ۲۰۱۰         | خانواده امروزی                  | مسئول پذیرش                | اپیزود "Unplugged"                            |
| ۲۰۱۰         | مورد سرد                        | راشل مالون سال ۱۹۸۶        | اپیزود "One Fall"                             |
| ۲۰۱۰         | سی‌اس‌آی: نیویورک                 | مردیت میور                 | اپیزود "Flag on the Play"                     |
| ۲۰۱۰ تا ۲۰۱۲ | خاطرات خون‌آشام                  | رز                         | ۶ اپیزود                                      |
| ۲۰۱۱         | بهشتی                           | لی‌لی                       | قسمت آزمایشی                                  |
| ۲۰۱۱         | چاک                             | ویویان مک آرتور وولکوف     | ۵ اپیزود                                      |
| ۲۰۱۱ تا ۲۰۲۲ | مردگان متحرک                    | مگی گرین                   | جزنقش های اصلی است، ۸۱ قسمت                   |
| ۲۰۱۲         | بیمارستان کودکان                | لولو پرات                  | اپیزود "British Hospital"                     |
| ۲۰۱۳         | نظم و قانون: واحد قربانیان ویژه | آوری اردن                  | اپیزود "Legitimate Rape"                      |
| ۲۰۱۴         | آرچر                            | جولیانا کالدرون (صداپیشگی) | ۴ اپیزود                                      |
| ۲۰۱۴         | داستان‌های شبانه تیم و اریک      | استفانی                    | اپیزود "The Bathroom Boys"                    |
| ۲۰۱۷         | مرغ ربات                        | صداپیشه مگی گرین           | قسمت "The Robot Chicken Walking Dead Special" |
| ۲۰۱۹         | ویسکی کاوالیر                   | فرانسیسکا تروبریج          | نقش اصلی                                      |
| ۲۰۲۳         | مردگان متحرک: شهر مرده          | مگی گرین                   | نقش اصلی؛ همچنین تولیدکننده اجرایی            |

### بازی‌های ویدئویی
| سال  | عنوان  | نقش          | توضیحات |
| ---- | ------ | ------------ | ------- |
| ۲۰۱۴ | سرنوشت | Exo Stranger |         |